# Nagosz
Nagosz (Gymnostomum Nees & Hornsch.) – rodzaj mchów należący do rodziny płoniwowatych (Pottiaceae Schimp.). Przedstawiciele tego rodzaju występują na całym świecie, z wyjątkiem Antarktydy.

## Morfologia
GametofityTworzą skupiska w formie darni lub poduszek, barwy jasno do ciemnozielonej lub oliwkowej u góry, jasno do ciemnobrązowej od dołu. Łodyżki do 2,7 cm długości, często rozgałęzione. Listki zazwyczaj podłużne, sporadycznie jajowate do zaokrąglonych, długości 0,3–1,1(2) mm.
SporofitySety żółtawe do rudobrązowych, długości ok. 0,3–0,6 cm, skręcone w prawo. Puszki zarodni żółtawe do rudobrązowych, jajowate do eliptycznych, długości od 0,4–1,4 mm do 1,8 mm. Zębów perystomu brak. Wieczko dzióbkowate do stożkowato-dzióbkowatego, długości ok. 0,4–0,5 mm. Czepek gładki, rozmiarów 0,5–1,2 mm. Zarodniki brązowawe, o średnicy 11–16 µm, gładkie do brodawkowatych.

## Systematyka i nazewnictwo
Nazwa naukowa rodzaju Gymnostomum pochodzi ze złożenia greckich wyrazów gymnos, czyli „nagi” oraz stoma, czyli „usta”, co nawiązuje do braku perystomu.
Według The Plant List rodzaj ten liczy 85 akceptowanych nazw gatunków oraz wymienia ich 33 synonimy.
Wykaz gatunków:
| - Gymnostomum aeruginosum Sm. – nagosz rdzawy - Gymnostomum anoectangioides (Müll. Hal.) X.J. Li - Gymnostomum antarcticum Ångström - Gymnostomum apophysatum Taylor - Gymnostomum aquaticum (Hedw.) F. Weber & D. Mohr - Gymnostomum aurantiacum (Mitt.) A. Jaeger - Gymnostomum bescherellei Broth. & Geh. ex Herzog - Gymnostomum bewsii Sim - Gymnostomum bicolor Bruch & Schimp. - Gymnostomum boreale Nyholm & Hedenäs - Gymnostomum brevicaule Taylor - Gymnostomum calcareum Nees & Hornsch. – nagosz wapienny - Gymnostomum capense (R. Br.) Hook. - Gymnostomum carthusianum (Vill. ex Brid.) P. Beauv. - Gymnostomum chenii K. Saito - Gymnostomum ciliatum (Hedw.) Lag., D. García & Clemente - Gymnostomum cirrhatum De Not. - Gymnostomum complanatum Hook. f. & Wilson - Gymnostomum crispatum (Nees & Hornsch.) Schimp. - Gymnostomum cucullatum (Müll. Hal.) A. Jaeger - Gymnostomum curvisetum Schwägr. - Gymnostomum cylindricum Hook. ex Harv. - Gymnostomum denticulatum Griff. - Gymnostomum dimorphum (Müll. Hal.) Sim - Gymnostomum edentulum (Mitt.) A. Jaeger - Gymnostomum eurystomum (Sendtn.) Lindb. & Arnell - Gymnostomum foliosum Röhl. - Gymnostomum gracile (R. Br.) Hook. - Gymnostomum guadalupense Spreng. - Gymnostomum hornschuchianum (Hook.) Nees & Hornsch. - Gymnostomum hymenostylioides (Broth. & Dixon) R.H. Zander - Gymnostomum inclinans (R. Br.) Hook. - Gymnostomum inconspicuum Griff. - Gymnostomum insigne (Dixon) A.J.E. Sm. - Gymnostomum jacksharpii (H.A. Crum) B.H. Allen - Gymnostomum keniae P. de la Varde - Gymnostomum laeve Bryhn - Gymnostomum lamprocarpum Mont. - Gymnostomum lanceolatum Cano, Ros & J. Guerra - Gymnostomum lapponicum (Hedw.) F. Weber & D. Mohr - Gymnostomum latifolium Brid. - Gymnostomum laxirete (Broth.) P.C. Chen | - Gymnostomum lessonii Besch. - Gymnostomum lingulatum Rehmann ex Sim - Gymnostomum longirostre Griff. - Gymnostomum ludovicae Broth. & Paris - Gymnostomum madagascariense O'Shea - Gymnostomum menziesii (R. Br.) Hook. - Gymnostomum microcarpon Nees & Hornsch. - Gymnostomum minutulum Schwägr. - Gymnostomum mosis (Lorentz) Jur. & Milde - Gymnostomum obtusifolium (Ehrh.) Rebent. - Gymnostomum orizabanum Schimp. - Gymnostomum pabstianum (Müll. Hal.) A. Jaeger - Gymnostomum pallidisetum Nees & Hornsch. - Gymnostomum paucifolium (With.) Sm. - Gymnostomum pottsii (Dixon) Sim - Gymnostomum prorepens Hedw. - Gymnostomum quadratum (Hook.) Hook. - Gymnostomum reflexum Brid. - Gymnostomum repandum Griff. - Gymnostomum rostellatum (Brid.) Schimp. - Gymnostomum rufescens Schultz - Gymnostomum scaturiginosum Besch. - Gymnostomum secundum (Müll. Hal.) A. Jaeger - Gymnostomum senocarpum (Müll. Hal.) A. Jaeger - Gymnostomum serratum Bréb. - Gymnostomum setifolium Hook. & Arn. - Gymnostomum simplicissimum (P. Beauv.) Brid. - Gymnostomum spathulatum Harv. - Gymnostomum splachnobryoides Bizot - Gymnostomum squarrosum (Nees & Hornsch.) Garov. - Gymnostomum stelligerum (Dicks. ex With.) Brid. ex F. Weber & D. Mohr - Gymnostomum stillicidiorum (Mitt.) A. Jaeger - Gymnostomum systylium Funck - Gymnostomum tenerrimum (Müll. Hal.) Wijk & Margad. - Gymnostomum truncatulum (With.) Hedw. ex Schumach. - Gymnostomum umbrosum (Mitt.) A. Jaeger - Gymnostomum unguiculatum H. Philib. - Gymnostomum uvidum Cardot - Gymnostomum valerianum (E.B. Bartram) R.H. Zander - Gymnostomum venezuelense (Müll. Hal.) Paris - Gymnostomum vernicosum Hook. ex Harv. - Gymnostomum viridissimum (Dicks.) Sm. - Gymnostomum viridulum Brid. |